# Vicia multijuga
Vicia multijuga là một loài thực vật có hoa trong họ Đậu. Loài này được (Boiss.) Rech.f. miêu tả khoa học đầu tiên.